# Altitude (Lifesigns)
Altitude is het derde studioalbum van de Britse band Lifesigns.
Ook bij dit album verloor Lifesigns een bandlid, drummer Martin Beedle werd vervangen door Zoltan Csörsz, hetgeen het derde album een meer fusionachtige klank gaf. Het album werd vanwege de coronapandemie bij de leden thuis (thuisstudio’s) opgenomen, bestanden werden heen en weer gezonden. Muziekproducenten John Young en Steve Rispin moesten er dan een geheel van maken. Het was echter frustrerend werk, want bij het beluisteren van het eindresultaat was de klank niet goed en ze begonnen weer van voor af aan. In tegenstelling tot de voorganger Cardington werden het nu losse liedjes, allemaal uit de pen van Young, hier en daar geholpen door Bainbridge.
Het album werd door crowdfunding gefinancierd, want optreden zat er vanwege de pandemie niet in.
Het album werd positief ontvangen binnen de progressieve rock. Zo schreef Jacco Stijkel op ProgWereld, dat het vooral verslavend is er naar te luisteren. IO Pages spendeerde bij het uitbrengen een artikel aan een interview met John Young. zij roemden ook de bijdragen van Bainbridge, vooral als solist. Geoff Fakes en Patrick McAfee van Dutch Progressive Rock Pages waardeerden het met 9 respectievelijk 10 uit 10.

## Musici
- John Young -  zang, toetsinstrumenten
- Jon Poole – basgitaar, baspedalen, zang
- Dave Bainbridge – gitaren, toetsinstrumenten, achtergrondzang
- Zoltan Csörsz – drumstel, percussie
- Steve Rispin – toetsinstrumenten

Met
- Peter Knight – viool op Altitude
- Lynsey Ward – achtergrondzang op Altitude
- Robin Boult – op Ivory tower

## Muziek
| Nr. | Titel                      | Duur  |
| --- | -------------------------- | ----- |
| 1.  | Altitude (Young)           | 15:17 |
| 2.  | Gregarious (Young)         | 4;34  |
| 3.  | Ivory tower (Young)        | 7:45  |
| 4.  | Shoreline (Young)          | 7:40  |
| 5.  | Fortitude (Young)          | 10:08 |
| 6.  | Arkhangelsk (Young)        | 0:57  |
| 7.  | Last one home (Young)      | 6;16  |
| 8.  | Altitude (reprise) (Young) | 1:43  |

Altitude gaat over het wonder van drones, die wanneer vliegend een prachtig uitzicht geven; daartegenover staat dat ze ook gebruikt worden om bommen af te werpen (“target destroyed”). Gregarius gaat over vallen en opstaan binnen de muziekwereld; hetzelfde geldt voor Ivory tower. Shoreline handelt over nepnieuws. Last one home is een al wat ouder nummer, uit de tijd dat Young nog met John Wetton speelde. Arkhangelsk is een hommage aan John Wetton (album Arkangel).